# 拉科瓦 (托馬什皮利區)
48°30′43″N 28°29′15″E / 48.51194°N 28.48750°E
拉科瓦（羅馬化：Rakova）是位於烏克蘭西南部文尼察州裏圖利欽區的村莊，始建於1650年，面積3.42平方公里，海拔高度205米，2001年人口1,075，人口密度每平方公里314.33人。